# Tetramesa calamagrostidis
Tetramesa calamagrostidis är en stekelart som först beskrevs av Diederich Franz Leonhard von Schlechtendal 1891.  Tetramesa calamagrostidis ingår i släktet Tetramesa och familjen kragglanssteklar. Arten är reproducerande i Sverige. Inga underarter finns listade i Catalogue of Life.